# جاك رايلي
جاك رايلي (27 أبريل 1927 في المملكة المتحدة - 28 مايو 2008) (بالإنجليزية: Jack Riley)‏ هو لاعب كريكت بريطاني. لعب مع نادي مقاطعة ورسسترشاير للكريكيت ‏.

## وصلات خارجية
- جاك رايلي على موقع إي آس بي آن كريك إنفو (الإنجليزية)